# Legia-Felt
Legia-Felt (Kod UCI: LEG) – profesjonalna polska grupa kolarska założona w 2000. Jest spadkobiercą tradycji sekcji kolarskiej CWKS Legii Warszawa, założonej 3 stycznia 1928. Zespół należał do dywizji UCI Continental Teams w latach 2005–2011.

## Nazwa grupy w poszczególnych latach
| lata      | nazwa                          |
| --------- | ------------------------------ |
| 1993–1996 | PEKAES-Lang Rover-Legia        |
| 1995      | Legia-Bazyliszek(MTB)          |
| 1997–1999 | Legia-Warta-Romar              |
| 2000      | Legia-Bazyliszek-Siemens-Romar |
| 2001–2003 | Legia-Bazyliszek               |
| 2004      | Legia-Bazyliszek-Sopro         |
| 2005–2006 | Legia-Bazyliszek               |
| 2007      | Legia-Bazyliszek-TV4           |
| 2008      | Legia                          |
| 2009–2011 | Legia-Felt                     |

## Historia

### Okres międzywojenny
Sekcja kolarska Legii Warszawa została założona 3 stycznia 1928 roku, za sprawą Józefa Langego, Wiktora Oleckiego oraz Eugeniusza Michalaka. Początkowo klub stawiał na sport wyczynowy oraz działalność turystyczną. Swój debiut drużyna Legii zaliczyła 5 maja 1928 roku w 100 km wyścigu drużyn na trasie Jabłonna – Struga. Zajęła w nim trzecie miejsce. W rozegranych 20 maja tego samego roku klubowych mistrzostwach Polski na dystansie 50 km najlepszy był legionista Eugeniusz Michalak. Michalak wziął udział w Igrzyskach Olimpijskich w Amsterdamie w 1928 roku, gdzie w wyścigu szosowym na 168 km zajął czterdzieste dziewiąte miejsce. W inauguracyjnym wyścigu Tour de Pologne pierwszy etap z Warszawy do Lublina wygrał Michalak, a drugi w końcowej klasyfikacji był Wiktor Olecki. W drugim Tour de Pologne Michalak był drugi wygrywając pięć etapów, a Olecki został sklasyfikowany na siódmej pozycji. W też roku brązowy medal Mistrzostw Polski w torowym sprincie zdobył Aleksander Kendzia. W 1930 roku do eksploatacji oddano tor kolarski znajdujący się na Stadionie im. Józefa Piłsudskiego. W trzecim Tour de Pologne, który odbył się w 1933 roku Olecki ponownie był drugi, wygrywając trzy etapy.

## Ważniejsze sukcesy

### 2001
- 1. miejsce, klasyfikacja generalna Dookoła Mazowsza: Kacper Sowiński

### 2003
- Mistrz Polski w wyścigu ze startu wspólnego: Dariusz Rudnicki
- 1. miejsce, klasyfikacja generalna Dookoła Mazowsza: Dariusz Rudnicki

### 2004
- 1. miejsce, 1. etap Wyścig Solidarności i Olimpijczyków: Dariusz Rudnicki
- 1. miejsce, 2. etap Dookoła Mazowsza: Jarosław Wełniak

### 2005
- 1. miejsce, 2. etap Tour of Greece: Michał Pawlyta
- 1. miejsce, Memoriał Janusza Hinca: Łukasz Modzelewski
- 1. miejsce, Puchar Ministra Obrony Narodowej: Grzegorz Żołędziowski

### 2006
- 1. miejsce, 1. etap Bałtyk - Karkonosze Tour: Michał Pawlyta
- 1. miejsce, 2. etap Bałtyk - Karkonosze Tour: Bartłomiej Matysiak
- 1. miejsce, klasyfikacja generalna Bałtyk - Karkonosze Tour: Bartłomiej Matysiak

### 2007
- 1. miejsce, GP Dzierżoniowa: Jarosław Wełniak
- 1. miejsce, Memoriał Janusza Hinca: Jarosław Wełniak

### 2008
- 1. miejsce, Puchar Ministra Obrony Narodowej: Bartłomiej Matysiak

### 2009
- 1. miejsce, 1. etap Wyścig Szlakiem Bursztynowym: Piotr Krajewski

### 2010
- 1. miejsce, 3. etap Wyścig Szlakiem Bursztynowym: Wojciech Kaczmarski